# Ryan Oughtred
Ryan Oughtred (19 ottobre 1975) è un ex sciatore alpino canadese.

## Biografia
Oughtred, originario di Kelowna, esordì in campo internazionale in occasione dei Mondiali juniores di Lake Placid 1994. In Coppa del Mondo debuttò il 27 ottobre 1996 a Sölden in slalom gigante, senza qualificarsi per la seconda manche, e ottenne il miglior piazzamento il 20 novembre successivo a Breckenridge nella medesima specialità (27º). Sempre in slalom gigante nel 1997 prese parte ai Mondiali di Sestriere (sua unica presenza iridata), senza completare la prova, e conquistò l'ultima vittoria in Nor-Am Cup, il 28 marzo a Mont-Tremblant/Mont Garceau. Prese per l'ultima volta il via in Coppa del Mondo il 26 gennaio 2002 a Garmisch-Partenkirchen in supergigante (45º); il 24 febbraio successivo ottenne l'ultimo podio in Nor-Am Cup, a Le Massif nella medesima specialità (2º). Si ritirò al termine di quella stessa stagione 2001-2002 e la sua ultima gara fu lo slalom gigante di Nor-Am Cup disputato il 27 marzo a Nakiska, chiuso da Oughtred al 13º posto.

## Palmarès

### Coppa del Mondo
- Miglior piazzamento in classifica generale: 139º nel 1997

### Nor-Am Cup
- Vincitore della classifica di slalom gigante nel 1997
- 12 podi (dati dalla stagione 1994-1995):
  - 5 vittorie
  - 4 secondi posti
  - 3 terzi posti

#### Nor-Am Cup - vittorie
| Data             | Località                    | Paese       | Specialità |
| ---------------- | --------------------------- | ----------- | ---------- |
| 2 aprile 1996    | Mount Bachelor              | Stati Uniti | GS         |
| 16 dicembre 1996 | Sunday River                | Stati Uniti | GS         |
| 6 febbraio 1997  | Collingwood                 | Canada      | GS         |
| 7 febbraio 1997  | Collingwood                 | Canada      | GS         |
| 28 marzo 1997    | Mont-Tremblant/Mont Garceau | Canada      | GS         |

Legenda:

GS = slalom gigante

### Far East Cup
- 2 podi (dati dalla stagione 1994-1995):
  - 1 vittoria
  - 1 terzo posto

#### Far East Cup - vittorie
| Data         | Località    | Paese    | Specialità |
| ------------ | ----------- | -------- | ---------- |
| 7 marzo 1996 | Nozawaonsen | Giappone | GS         |

Legenda:

GS = slalom gigante

### Campionati canadesi
- 4 medaglie:
  - 1 oro (supergigante nel 1997)
  - 2 argenti (slalom gigante nel 1997; slalom gigante nel 2002)
  - 1 bronzo (slalom gigante nel 2001)